# 異世奇人 (系列3)
英國科幻電視劇《異世奇人》的系列3共有14集，其中包括1集聖誕特輯和13集常規劇。聖誕特輯於2006年12月25日在BBC One首播，其餘的13集則於2007年3月31日至6月30日期間在同一電視台播出。這個系列繼續由拉塞爾·T·戴維斯擔任執行製作人及總編劇。演員方面，大衛·田納特留任為類人外星人博士，費馬·阿吉曼取代比莉·派佩成為博士身邊的同伴瑪莎·鍾斯。同時，約翰·巴洛曼扮演的傑克·夏尼斯隊長在系列1消失後再度出現，經典反派法師則在第11集起回歸，此角分別由德雷克·雅可比和約翰·森扮演。
這個系列的劇本分別由7名劇編創作，當中有4人是新加入的。劇情講述博士與他的同伴穿越時空、周遊宇宙的故事。戴維斯指自《人性》一集起，每一集的內容變得非常黑暗。同時，這個系列有兩條故事線﹕神秘生物保依臉對博士說「你並不孤單」（You are not alone），以及在各集中隱約出現的薩克森，這兩個謎團終在本系列的結局篇解開。另外，鐘斯會在最後離開博士，回復平常的生活。
如不包括聖誕特輯《逃跑的新娘》，這個系列的平均收看人數為754萬人，累積觀看人數達3千萬人。整個系列各集的欣賞指數均在85分之上，並取得評論家的讚賞。同時，這系列的作品贏得多個獎項，當中包括雨果獎、英國電影和電視藝術學院最佳導演獎以及星座獎。

## 劇集
| 故事 | 集數 | 標題                    | 譯名           | 導演          | 編劇            | 首播日期       | 製作 代碼 | 英國收視 (百萬) | 指數 |
| ---- | ---- | ----------------------- | -------------- | ------------- | --------------- | -------------- | --------- | --------------- | ---- |
| 178  | ‡    | The Runaway Bride       | 逃跑的新娘     | 尤若斯·林恩   | 拉塞爾·T·戴維斯 | 2006年12月25日 | 3X        | 9.35            | 84   |
| 179  | 1    | Smith and Jones         | 史密斯與瓊斯   | 查爾斯·帕爾默 | 拉塞爾·T·戴維斯 | 2007年3月31日  | 3.1       | 8.71            | 88   |
| 180  | 2    | The Shakespeare Code    | 勇救莎翁       | 查爾斯·帕爾默 | 加雷恩·羅拔士   | 2007年4月7日   | 3.2       | 7.23            | 87   |
| 181  | 3    | Gridlock                | 封閉高速       | 李察·克拉克   | 拉塞爾·T·戴維斯 | 2007年4月14日  | 3.3       | 8.41            | 85   |
| 182a | 4    | Daleks in Manhattan     | 戴立克在曼哈頓 | 占士·史唐     | 海倫·雷娜       | 2007年4月21日  | 3.4       | 6.69            | 86   |
| 182b | 5    | Evolution of the Daleks | 戴立克的進化   | 占士·史唐     | 海倫·雷娜       | 2007年4月28日  | 3.5       | 6.97            | 85   |
| 183  | 6    | The Lazarus Experiment  | 回春實驗       | 李察·克拉克   | 史堤芬·格林霍恩 | 2007年5月5日   | 3.6       | 7.19            | 86   |
| 184  | 7    | 42                      | 42             | 格雷姆·哈珀   | 克里斯·奇布諾爾 | 2007年5月19日  | 3.7       | 7.41            | 85   |
| 185a | 8    | Human Nature            | 人性           | 查爾斯·帕爾默 | 保羅·康奈爾     | 2007年5月26日  | 3.8       | 7.74            | 86   |
| 185b | 9    | The Family of Blood     | 血之家族       | 查爾斯·帕爾默 | 保羅·康奈爾     | 2007年6月2日   | 3.9       | 7.21            | 86   |
| 186  | 10   | Blink                   | 眨眼           | 希提·麥克唐納 | 史蒂芬·莫法特   | 2007年6月9日   | 3.10      | 6.62            | 87   |
| 187a | 11   | Utopia                  | 烏托邦         | 格雷姆·哈珀   | 拉塞爾·T·戴維斯 | 2007年6月16日  | 3.11      | 7.84            | 87   |
| 187b | 12   | The Sound of Drums      | 鼓聲           | 科林·傑夫     | 拉塞爾·T·戴維斯 | 2007年6月23日  | 3.12      | 7.51            | 87   |
| 187c | 13   | Last of the Time Lords  | 最後的時間領主 | 科林·傑夫     | 拉塞爾·T·戴維斯 | 2007年6月30日  | 3.13      | 8.61            | 88   |

備註：
1. ↑  2006年的聖誕特輯。

## 製作

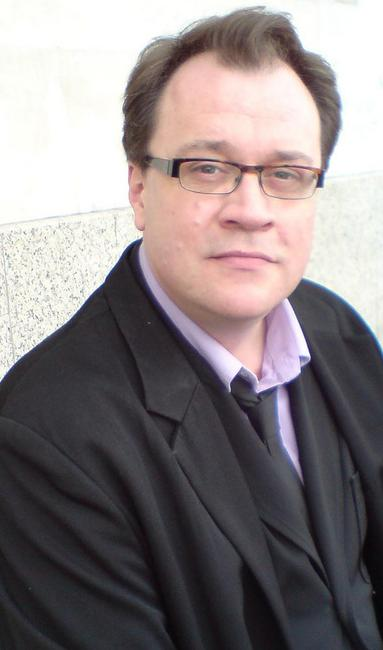
拉塞爾·T·戴維斯繼續擔任劇集的執行製作人及總編劇。

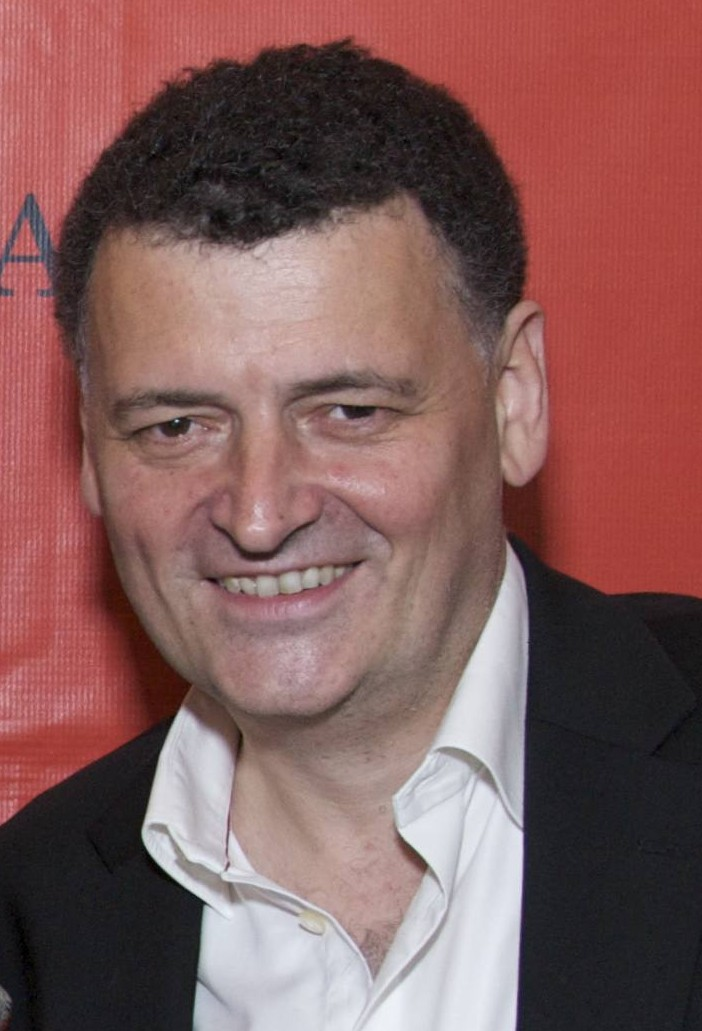
史蒂芬·莫法特是《眨眼》一集的編劇，這劇終奪得雨果獎最佳戲劇表現獎。

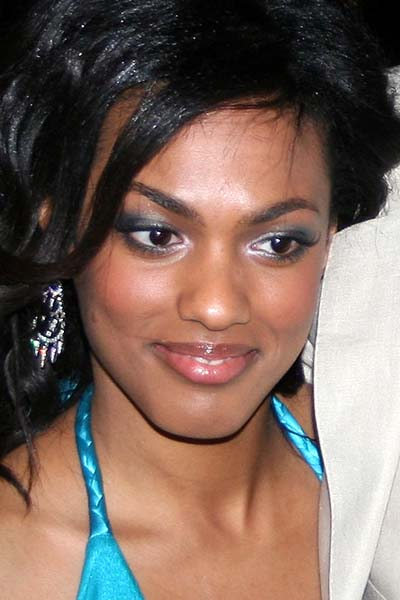
瑪莎·鍾斯（費馬·阿吉曼飾）取代羅斯·泰勒 (神秘博士)成為博士的新同伴。

### 製作團隊
隨著系列1的成功，BBC在宣佈製作系列2後的兩個月後，即2005年6月16日決定加推系列3。系列3的製作團隊於2006年10月確立﹕13集常規劇劇本由7名編劇編寫，當中加雷恩·羅拔士、海倫·雷娜、史堤芬·格林霍恩以及克里斯·奇布諾爾均是新加入的，這4人某程度上均與《異世奇人》有關連﹕雷娜曾是這劇的劇本編輯、羅拔士是短劇《格拉斯的進擊》的編劇，而格林霍恩和奇布諾爾在衍生劇《火炬木小組》當過編劇。其餘三人分別為拉塞爾·T·戴維斯、史蒂芬·莫法特和保羅·康奈爾，他們自系列1起就是這劇的編劇。
導演同樣有7名，其中查爾斯·帕爾默、李察·克拉克、希提·麥克唐納以及科林·傑夫是首次替《異世奇人》執導。麥克唐納繼1985年的《王妃的標誌》後第一位《異世奇人》女導演。其餘三人是尤若斯·林恩、占士·史唐和格雷姆·哈珀。林恩自系列1已是這劇的導演，史唐在系列2加入，而哈珀此前曾此舊版《異世奇人》執導，是唯一一位在舊版和新版《異世奇人》均當過導演的人。
戴維斯在這個系列繼續擔任劇集的執行製作人及總編劇，祖利亞·加德納出任執行製片人，菲爾·歌連臣被任命為製片人。在歌連臣休假期間，蘇姍·麗嘉暫代其職

### 劇本編寫
與過去兩個系列鬆散的故事線相比，這個系列的故事線較強。戴維斯指在系列3，每集的連貫性強，觀眾如不集集觀看，會看不懂其結局。事實上，這系列共有兩條故事線﹕保依臉對博士表示「你並不孤單」以及無處不在的薩森克先生。這兩條故事線的答案終在《烏托邦》和《鼓聲》這兩集揭開﹕同為時間領主的法師以薩克森的名義當上英國首相，並展開其統治宇宙的陰謀。戴維斯在2003年時曾表示不會將法師這經典角色帶回新版的《異世奇人》劇集裡，但他後來承認這是謊言，又直言非常喜歡這反派。故此，當系列3落實以後他就決定重現法師這角。讓法師出任首相一職也是戴鐘斯的主意，因他認為由大反派出任此職會是一件「很有趣的事」。為免令法師的登場過於突兀，戴維斯選擇在系列2和3的各集暗示這角色的存在，比如《愛與獸》、《42》、《逃跑的新娘》和《回春實驗》等。在《烏托邦》一集，法師以哈尤教授的面目表人，直到這集的最後一集他才現出真身。為隱藏尤哈教授就是法師，劇組花上不少心思，他們特意將尤哈教授設計得風度翩翩，與法師瘋狂的形象造成強烈對比，並在他身邊加插助手，蓋因在過往的《異世奇人》中法師身邊鮮有同伴。
鍾斯在《最後的時間領主》一集決定離開博士，過回正常人的生活。戴維斯在2006年的下半年時已決定讓鐘斯離開，他解釋鐘斯一直暗戀博士，在一整年的遊經期間她明白到博士只會視她為朋友，加上她要完成當醫生的心願而離開博士。事實上，這也是戴維斯的個人寫照，他坦言一生也在暗戀別人，從而發現愛慕一個人不可能超過兩年。故此，他讓鐘斯放棄博士。對於鐘斯的離去，戴維斯不覺可惜，他認為這只是「角色的成長」而已。

另一方面，這個系列的風格也有明顯變化，劇情踏入後半季變得漸漸黑暗。戴維斯指考慮到這個系列在播出時臨近聖誕節和新年，故前半段輕鬆有趣，比如在《史密斯與瓊斯》中出現醫院被搬到月球的情節，以及於《勇救莎翁》中觀眾能看到博士和鐘斯與莎士比亞相遇的故事。然而，帶入後半段，為凸顯博士脆弱的一面，劇情變得陰暗起來。在《眨眼》中，女子斯帕洛須以一己之力救出被困的博士和鐘斯，而在《鼓聲》和《最後的時間領主》中，博士更對法師幾乎沒有還擊之力。

這個系列有兩個故是改編而成的，包括《眨眼》和《人性》/《血之家族》合集。《眨眼》改編自文雜《異世奇人2006年年鑑》（Doctor Who Annual 2006）中的短文《我會在聖誕假期做什麼》。與此同時，這集繼《愛與獸》後，博士和同伴鮮有出鏡的《異世奇人》劇集。《人性》/《血之家族》合集則改編自1995年出版的《異世奇人》衍生小說《人性》。由於戴維斯對這故事情有獨鍾，因此他找來小說的作者康奈爾將其作品改編成可分作兩集的劇本。合集的一些內容與小說有所出入，例如博士在劇中把記憶和能力存放在懷表，而不是小說中的板球，以及博士比小說提早半年來到倫敦。

### 人物角色
隨著羅斯·泰勒 (神秘博士)於《末日》離去，系列3需要新的博士同伴。在2006年6月5日，BBC公佈費馬·阿吉曼會飾演博士的新伙伴瑪莎·鍾斯。這並不是阿吉曼首次參與《異世奇人》的演出，在系列2的《鬼軍》中，她曾串演一名被賽博人殺害的火炬木小組員工。事實上，劇組這時其實已打算起用她為繼任的同伴。果然，在完成一次試鏡後，她被確立取替比莉·派佩，成為博士的同伴。阿吉曼憶述當時她從經理人口中得知此消息後歡喜若狂，並坦言難以相信這事。
法師的回歸是這個系列的重心。因此，在寫好《烏托邦》的劇本後，劇組即研究法師一角應由誰人詮演。執行製片人祖利亞·加德納提議選用《迴轉幹探》的男主角約翰·森，因這劇也是以時空穿梭為題材。森並非首次獲邀參與《異世奇人》的演出，但每每遭到他本人拒絕。然而，當他在得悉出演法師這角後即同意參演。他後來解釋之所以接受演出除考慮到法師是個深入民心的逆角外，更因其子是《異世奇人》的忠實支持者。法師的前身尤哈教授由德雷克·雅可比所演，之前他曾替動畫《沙拉克的恐懼》為法師一角配音。起用雅可比是戴維斯的主意，後者指年青時看過雅可比的舞台劇《愛德華二世》後就成為其支持者，並形容他是個「傳奇」。雅可比在獲邀參演後不久答應演出，這是因為他從未參演過《異世奇人》電視劇。
除了法師外，傑克隊長也在《烏托邦》回歸。事實上，戴維斯一直希望傑克隊長能夠再次參與《異世奇人》的演出，但由於飾演該角的約翰·巴洛曼忙於拍攝《火炬木小組》而未能成事。直至2006年11月，巴洛曼終證實他會回歸《異世奇人》。戴維斯稱再次邀請巴洛曼出演是由於「傑克隊長會有很多問題要問博士」。

### 拍攝和特效
據《異世奇人雜誌》記錄，聖誕特輯於2006年7月4日展開拍攝，常規劇則在同年8月8日開鏡，並在2007年3月7日殺青，《史密斯與瓊斯》是首部開拍的故事，《烏托邦》則是最後才拍攝的。《烏托邦》原定較《42》先開拍，但因雅可比的檔期問題而被迫延期開鏡。每集的拍攝時間不等，由兩星期到三個月都有。
這個系列的多集外景均在威爾斯拍攝，常見的取景地點分佈在卡迪夫和紐波特。隨著位於龐特普里斯的上布製作室落成，這兒成為了《異世奇人》拍攝內景的地方，比如TARDIS的內部、《史密斯與瓊斯》的醫院、《42》中的太空船醫療室以及《最後的時間領主》中的空中航空母艦「勇士號」內部。系列的各集涉及多個時代，比如《勇救莎翁》以伊麗莎白時代為背景、《人性》/《血之家族》發生於一次大戰前夕的英國。為切合當時的風格，劇組特意到古蹟冼尼摩亞莊園、福特氏醫院和聖費根國家歷史博物館取景。此外，為拍攝《戴立克在曼哈頓》/《戴立克的進化》，劇組遠赴紐約取景，成為首部於英國以外的地方拍攝的新版《異世奇人》劇集。
這系列還採用多個特殊效果。當中，《封閉高速》一集的背景幾乎全由CGI效果繪成，故戴維斯稱這集是「CGI世界」。其餘各集均有使用CGI效果，比如在《42》中被太陽吸食的太空船和《烏托邦》中傑克隊長抱著TARDIS的畫面。雖然如此，不少的怪物也由真人飾演。為讓哭泣天使看起來像堅硬的石像，演員穿著的衣物要先泡浸在玻璃纖維樹脂裡，然後塗上顏料。同時，演員們還須戴上面具和在皮膚塗上油漆。在《烏托邦》扮演外星生物真圖的演員須戴上一個類昆蟲面具。為讓她顯得更有動態，面具的下巴加上兩個機械裝置。當她在說話時，該裝置會移動。

## 影碟發行
| 系列   | 標題                                                                                                  | 劇數及長度                           | 第2區發行日期                                | 第4區發行日期                                | 第1區發行日期                                |
| ------ | --- | ------------------------------------ | -------------------------------------------- | -------------------------------------------- | -------------------------------------------- |
| 3      | 異世奇人：逃跑的新娘 逃跑的新娘                                                                       | 1 × 60 分鐘                          | 2007年4月2日                                 | 2007年7月1日                                 | 不適用                                       |
| 3      | 異世奇人： 系列3﹕第1部 史密斯與瓊斯 勇救莎翁 封閉高速                                                | 3 × 45 分鐘                          | 2007年5月21日                                | 2007年8月1日                                 | 不適用                                       |
| 3      | 異世奇人： 系列3﹕第2部 戴立克在曼哈頓/戴立克的進化 回春實驗 42                                       | 4 × 45 分鐘                          | 2007年6月25日                                | 2007年9月5日                                 | 不適用                                       |
| 3      | 異世奇人： 系列3﹕第3部 人性/血之家族 眨眼                                                            | 3 × 45 分鐘                          | 2007年7月23日                                | 2007年10月3日                                | 不適用                                       |
| 3      | 異世奇人： 系列3﹕第4部 烏托邦/鼓聲/最後的時間領主                                                    | 2 × 45 分鐘 1 × 52 分鐘              | 2007年8月20日                                | 2007年11月7日                                | 不適用                                       |
| 3      | 異世奇人： 系列3完全版                                                                                | 1 × 60 分鐘 12 × 45 分鐘 1 × 52 分鐘 | 2007年11月5日 （DVD） 2013年11月4日 （藍光） | 2007年12月5日 （DVD） 2013年12月4日 （藍光） | 2007年11月6日 （DVD） 2013年11月5日 （藍光） |
| 3      | 異世奇人： 系列3第一部 逃跑的新娘 史密斯與瓊斯 勇救莎翁 封閉高速 戴立克在曼哈頓/戴立克的進化 回春實驗 | 1 × 60 分鐘 6 × 45 分鐘              | 不適用                                       | 不適用                                       | 2014年6月10日                                |
| 3      | 異世奇人： 系列3第二部 42 人性/血之家族 眨眼 烏托邦/鼓聲/最後的時間領主                               | 6 × 45 分鐘 1 × 52 分鐘              | 不適用                                       | 不適用                                       | 2014年7月8日                                 |
| 不適用 | 異世奇人： 無限探索（慈善動畫）                                                                       | 1 × 45 分鐘                          | 2007年11月5日                                | 2008年8月6日                                 | 2008年11月8日                                |

## 反響

### 收視及欣賞指數
如不把聖誕特輯計算在內，《史密斯與瓊斯》是整個系列中收看人數最多的一集，節目在首播時英國共有871萬觀看。整個系列的平均收看人數是754萬人，收視率介於37%至41%，累積觀看人數達3千萬人。欣賞指數方面，每集均在85分以上。當中，《史密斯與瓊斯》和《最後的時間領主》同樣獲得88分，是這個系列中得分最高的兩集。

### 專業評價
《IGN》的布林伯格在10分為滿分下給了這個系列9分。他大讚大衛·田納特、費馬·阿吉曼和約翰·森「神乎其技」的演出，又用「傑作」來形容整個系列，更相信沒有其它劇作能跟它比下去。《DVD Talk》的尼克·里昂斯在5星為滿分下給這個系列4星半，認為這系列與之前的兩個系列同樣出色，並指鐘斯這角和整個系列都「不會讓觀眾失望」。
系列中的數集被影評家視為經典。《每日電訊報》的加文·費特、凱瑟琳·吉和本·勞倫斯在系列9播出前選出10部最棒的新版《異世奇人》故事，《人性》/《血之家族》合集以及《眨眼》位列第4和第1。報章《Metro》點列出10部一定要觀看的《異世奇人》劇集，《人性》和《眨眼》位列其中。《Short List》雜誌列出20部最好的舊版和新版《異世奇人》劇集，《逃跑的新娘》和《眨眼》進入名單之中。《烏托邦》留下的懸念令影評家有深刻印象。《io9》的查理·珍·安德絲指《烏托邦》是她最愛的懸念。《What Culture》的克里斯汀·布恩在2014年選出15個最扣人心弦的《異世奇人》懸念，這集位列第7，並被誇讚為「大師級典範」。《衛報》的史堤芬·布克在評論整個系列3時寫稱：「這懸念也許是個系列中最精彩的一刻」。
於《眨眼》中出現的怪物哭泣天使獲得廣泛的好評。《SFX》於2009年選出21大《異世奇人》中最恐怖的劇集，《眨眼》位列榜首，筆者評論道﹕「一頭在你看不到的時候才會動的怪物已夠可怕，而在閃爍的燈光和斷斷續續的配樂親托下，場面變得更嚇人」。作家尼爾·蓋曼在《娛樂周刊》評選10個最經典的新怪物，哭泣天使排名第3。與此同時，《TV Squad》也把這外星生物評為電視史上最可怕怪物的第3位。
雖然這系列取得好評，節目還是受到一些批評。史堤芬·占士·獲加在其著作《未官方及未授權的異世奇人指南2007》（The Unofficial and Unauthorised Guide to Doctor Who 2007）對《最後的時間領主》中時光倒流的劇情感到不滿，認為這和「按下重置鍵」無異。。對此，戴維斯不同意，認為在時光倒流後，博士和法師等人的命連徹底改變，跟「重置」是正正相反的。

### 獎項及榮譽
這個系列贏得多個獎項。史蒂芬·莫法特憑《眨眼》問鼎2008年度的英國電影和電視藝術學院最佳編劇獎，馬瑞·高德和BBC威爾士音效組分別提名為最佳電視原創配音及最佳音效獎。歐內斯德·華斯爾獲得威爾斯電影和電視藝術學院最佳攝影指導獎。路絲·派殊、尼爾·哥頓和希拉格·維斯憑《勇救莎翁》取得最佳服飾獎及最佳化妝獎。
在星座獎方面，戴維斯憑《人性》/《血之家族》合集贏得最佳男子表現獎，《眨眼》的主角嘉莉·慕萊根取得最佳女主角獎。在2007年舉辦的愛丁堡國際電視節，這系列奪取年度最佳節目獎。在另一個於蘇格蘭主辦的頒獎禮中，戴維斯獲頒授格蘭菲迪精神獎。在2008年度的雨果獎，《眨眼》和《人性》/《血之家族》進入最佳戲劇表現獎的最終候選名單，這獎項最後由《眨眼》奪得。同時，系列3在第13屆國家電視獎問鼎最受歡迎節目獎、田納特獲得最受歡迎男主角獎，而阿吉曼則被提名為最受歡迎女主角。
此外，莫法特憑《眨眼》獲提名為星雲獎的最佳劇本獎 。在蒙地卡羅電視節中，阿吉曼和戴維斯被提名為傑出表現獎。同時，這系列還獲提名為2007年度尖叫獎的最佳電視節目獎。在同年的TV Quick頒獎禮中，系列3和田納特分別獲最愛劇集獎及最佳男主角獎，阿吉曼被提名為最佳女主角。另外，負責《最後的時間領主》的美術組獲提名為2008年視覺效果協會獎的傑出視覺效果獎以及傑出人物動畫獎。英國作家協會向系列3的編劇頒授最佳劇作獎。

## 資料來源
1. 1 2  . Doctor Who News.   [2019-06-18]. （原始内容存档于2015-10-18） （英国英语）.
2. ↑  . BBC. 2005-06-16  [2008-04-07]. （原始内容存档于2006-06-14）.
3. ↑  . BBC. 2005-03-30  [2008-04-07]. （原始内容存档于2006-03-03）.
4. ↑  Doctor Who Magazine. May 2006, (369): 4–5. 缺少或|title=为空 (帮助)
5. 1 2  Doctor Who Magazine. Oct 2006, (374): 5. 缺少或|title=为空 (帮助)
6. ↑  Jusino, Teresa. . Tor.com. Macmillan Publishers. 2010-01-27  [7-8-2012]. （原始内容存档于2013-05-14）.
7. ↑  Doctor Who Magazine Special Edition. Nov 2006, (Special Edition 14): 54. 缺少或|title=为空 (帮助)
8. 1 2 3 4  . Doctor Who: A Brief History Of Time (Travel). 6-7-2014  [4-9-2015]. （原始内容存档于2007-03-16）.
9. 1 2 3 4 5  Doctor Who Magazine. Sep 2007, (386): 12–20. 缺少或|title=为空 (帮助)
10. ↑  The Essential Doctor Who: The Master. March 2015: 102–103. 缺少或|title=为空 (帮助)
11. 1 2 3 4 5 6 7 8 9 10  doctor who magazine special edition. 2007, (17): 102–111. 缺少或|title=为空 (帮助)
12. ↑  doctor who magazine special edition. 2007, (17): 112–125. 缺少或|title=为空 (帮助)
13. ↑  Doctor Who Magazine. July 2007, (384): 18–22. 缺少或|title=为空 (帮助)
14. 1 2 3  doctor who magazine special edition. 2007, (17): 112–125. 缺少或|title=为空 (帮助)
15. ↑  Ware, Peter. . BBC.   [9-6-2007]. （原始内容存档于2013-04-20）.
16. ↑  . The Mind Robber. 2007  [2007-09-19]. （原始内容存档于2007-10-15）.
17. ↑  . BBC News. 5-7-2006  [5-7-2006]. （原始内容存档于2006-07-05）.
18. 1 2 3  Doctor Who Magazine. Aug 2006, (372): 8–11. 缺少或|title=为空 (帮助)
19. ↑  Doctor Who Magazine. Sep 2006, (373): 14–18. 缺少或|title=为空 (帮助)
20. ↑  The Essential Doctor Who: The Master. March 2015: 104–105. 缺少或|title=为空 (帮助)
21. ↑  . Doctor Who: A Brief History Of Time (Travel). 6-7-2014  [10-9-2015]. （原始内容存档于2010-04-11）.
22. ↑  doctor who magazine. July 2007, (384): 18–22. 缺少或|title=为空 (帮助)
23. ↑  Doctor Who Magazine Special Edition. 2007, (17): 10–21. 缺少或|title=为空 (帮助)
24. ↑  Doctor Who Magazine Special Edition. 2007, (17): 22–31. 缺少或|title=为空 (帮助)
25. ↑  Doctor Who Magazine Special Edition. 2007, (17): 112–125. 缺少或|title=为空 (帮助)
26. ↑  . Doctor Who: A Brief History Of Time (Travel). 6-7-2014  [4-9-2015]. （原始内容存档于2007-06-17）.
27. ↑  Doctor Who Magazine. August 2007, (386): 41. 缺少或|title=为空 (帮助)
28. ↑  . Doctor Who: A Brief History Of Time (Travel). 6-7-2014  [2015-09-24]. （原始内容存档于2015-09-24）.
29. ↑  Doctor Who Magazine Special Edition. Nov 2006, (17): 50–63. 缺少或|title=为空 (帮助)
30. ↑  . . 第3系列. 第3集. 2007-04-14. BBC. BBC Three.
31. ↑  . Doctor Who: A Brief History Of Time (Travel). 6-7-2014  [2015-08-31]. （原始内容存档于2015-09-07）.
32. 1 2  . . 第3系列. 第10集. 9-6-2007. BBC. BBC Three. |city=被忽略 (帮助);
33. ↑  Doctor Who Magazine. Aug 2007, (385): 26–33. 缺少或|title=为空 (帮助)
34. ↑  . TVshowsondvd.com. 2014-03-28  [2014-04-02]. （原始内容存档于2014年3月31日）.
35. 1 2  Doctor Who Magazine. August 2007, (386): 6. 缺少或|title=为空 (帮助)
36. 1 2  . Doctor Who News.   [2014-12-27]. （原始内容存档于2015-10-18）.
37. ↑  . Uk.ign.com. 7-11-2007  [2014-08-23].
38. ↑  . Dvdtalk.com.   [2014-08-23]. （原始内容存档于2014-08-22）.
39. ↑  . Telegraph.co.uk. 2015-09-19  [2015-09-25]. （原始内容存档于2015-10-06）.
40. ↑  . Metro.co.uk. 2015-03-19  [2015-09-25]. （原始内容存档于2015-09-26）.
41. ↑  . Metro.co.uk. 2015-03-19  [2015-09-25]. （原始内容存档于2015-09-26）.
42. ↑  . Shortlist.com.   [2015-09-25]. （原始内容存档于2015-09-24）.
43. ↑  Anders, Charlie Jane. . io9. 2010-08-31  [2012-03-23]. （原始内容存档于2012-05-14）.
44. ↑  Bone, Christian. . What Culture. 2-12-2014  [10-9-2015]. （原始内容存档于2016-03-04）.
45. ↑  Brook, Stephen. . The Guardian. 2-7-2007  [2012-07-27]. （原始内容存档于2012-11-03）.
46. ↑  . SFX (Future Publishing). 1-2-2009  [2012-04-14]. （原始内容存档于2014-11-09）.
47. ↑  . Entertainment Weekly (Time Inc). 7/2008  [7-8-2012]. []
48. ↑  Wu, Annie. . TV Squad. Weblogs, Inc. 2007-10-24  [7-8-2012]. （原始内容存档于2013-05-25）.
49. ↑  Walker, Stephen James. . Telos Publishing. 2007: 264. ISBN 978-1-84583-016-8.
50. ↑  . BBC News. 2008-05-12  [2014-08-23]. （原始内容存档于2008-05-17）.
51. ↑  . BBC. 2008-04-28  [2014-08-23]. （原始内容存档于2016-02-20）.
52. ↑  . Constellations.tcon.ca. 2014-07-08  [2014-08-23]. （原始内容存档于2014-07-26）.
53. ↑  Young, Kevin. . BBC News. 2007-08-25  [2014-08-23].
54. ↑  . The Scotsman. 2007-11-30  [2014-08-23]. （原始内容存档于2015-02-03）.
55. ↑  . http://www.thehugoawards.org/.   [2014-08-23]. （原始内容存档于2011-05-07）.
56. ↑  . Digital Spy. 2007-10-15  [2014-08-23]. （原始内容存档于2014-07-14）.
57. ↑  . BBC News. 2007-10-31  [2014-08-23].
58. ↑  . Dpsinfo.com.   [2014-08-23]. （原始内容存档于2001-12-02）.
59. ↑  . Entertainment.msn.com.   [2014-08-23]. （原始内容存档于2014-08-21）.
60. ↑  Ryan Turek. . Shock Till You Drop. 2007-09-05  [2014-08-23]. （原始内容存档于2014-09-06）.
61. ↑  Parker, Robin. . Broadcastnow.co.uk. 2007-09-04  [2014-08-23]. （原始内容存档于2014-02-22）.
62. ↑  . Visual Effects Society.   [2014-08-23]. （原始内容存档于2014-08-21）.
63. ↑  . Doctor Who News.   [2014-08-23]. （原始内容存档于2014-08-21）.

## 外部連結
- 官方网站
- 《Doctor Who》各集列表 来自互联网电影数据库